# Обесване
Обесването е начин за изпълнение на смъртно наказание или за самоубийство. Осъществява се чрез самозатягаща се примка около врата, която се стяга под тежестта на обесения човек. За публично изпълнение на смъртно наказание често се използва специално съоръжение – бесилка. В разказа си „Суха дажба“ от поредицата „Колимски разкази“, Варлам Шаламов описва самоубийство чрез обесване в чатал от дърво.

## Смърт при обесване
Смъртта при обесване може да настъпи в резултат от счупване на шийните прешлени или в резултат от задушаване.
Счупване на шийните прешлени настъпва, когато въжето е дебело и дълго, и обесеното тяло пада от известна височина (около 0,5 – 2 м) преди въжето да се изпъне докрай. Счупването неминуемо прекъсва гръбначния мозък, което води до дълбоки, необратими разстройства на дишането и сърдечната дейност. Прекъсването на гръбначния мозък възпрепятства предаването на нервни импулси от тялото към главния мозък, затова се предполага, че при счупване на шийните прешлени обесеният изпитва по-малко болка, отколкото при задушаване.
Задушаване настъпва, когато въжето е тънко и късо, и се изпъва докрай почти веднага след обесването. В този случай смъртта настъпва поради притискането на основните артерии в областта на врата – сънните и последващото недостатъчно снабдяване на главния мозък с кръв. При задушаване човек остава в съзнание няколко минути, често пет и повече.

## Първа помощ при обесване
Щом човекът вече е обесен, значи въжето е закрепено достатъчно здраво и примката е достатъчно стегната – почти невъзможно е въжето да бъде откачено или примката да бъде разхлабена с голи ръце. Трябва веднага да се намери остър нож или друг режещ предмет, обесеното тяло да се повдигне леко и да се пререже въжето. След това тялото се поставя по гръб на земята, маха се въжето и се прави изкуствено дишане, и сърдечен масаж. Мерките за първа помощ са ефективни само ако няма счупване на шийните прешлени и все още не е настъпила биологична смърт.